# فيكتور نورينغ
فيكتور نورينغ (بالسويدية: Viktor Noring)‏ (3 فبراير 1991 بمالمو في السويد - ) هو لاعب كرة قدم سويدي في مركز حراسة المرمى. شارك مع منتخب السويد تحت 17 سنة لكرة القدم ومنتخب السويد تحت 19 سنة لكرة القدم ومنتخب السويد تحت 21 سنة لكرة القدم ومنتخب السويد لكرة القدم. أما مع النوادي، فقد لعب مع نادي سلتيك ونادي لينغبي ونادي مالمو ونادي هيرنفين ونادي بودو/غليمت ونادي تريليبورج ‏.

## وصلات خارجية
- فيكتور نورينغ على موقع اتحاد النرويج (النرويجية)
- فيكتور نورينغ على موقع اتحاد السويد (السويدية)
- فيكتور نورينغ على موقع قاعدة بيانات كرة القدم.إي يو (الإنجليزية)
- فيكتور نورينغ على موقع Soccerway.com (الإنجليزية)
- فيكتور نورينغ على موقع AS.com (الإسبانية)